# Liták
A Liták a könyörgés istennői a görög mitológiában.

## Történetük
A Liták Zeusz és Erisz nászából születtek, akárcsak nővérük, Até. Történt egyszer, hogy Até, aki az ámítás és rontás istennője, elvakulttá tette apját, Zeuszt, aki nagyon felháborodott a történteken, és úgy megharagudott a lányára, hogy lehajította az Olümposzról. Miközben zuhant, Até próbált megkapaszkodni valamiben, ám csak saját nővérei kezét tudta megfogni, így magával rántotta őket a földre. A Liták súlyosan megsérültek, rosszabb lett a látásuk, és sánták lettek. Miután nővérük leért a földre, elfutott, mindenhol rontást hagyva maga után. A Liták gyenge látásuk, és esetlen járásuk miatt lassabbak a nővérüknél, de mindenhová próbálják követni őt, enyhülést hozva az embereknek.

## Érdekességek
- Pontos számukat nem tudni.
- Több feltételezés is van, mi miatt ők a könyörgés istennői. Az első és valószínűbb opció az, hogy ők oda mennek, ahol kérlelést hallanak, tehát ahol valószínűleg már járt a testvérük. A második, hogy ők könyörögnek a többi istennek, hogy segítsenek a látásukon, hogy könnyebben követhessék Atét.